# Васил Захариев
Васил Захариев Стоянов е български график и изкуствовед, считан за основоположник на българската графика.

## Биография
През 1919 г. завърша Художествено-индустриалното училище (днес Национална художествена академия) в специалностите „декоративно изкуство“ и „графика“, където негови преподаватели са проф. Цено Тодоров, проф. Харалампи Тачев и проф. Стефан Баджов.
Между 1922 и 1924 г. прави специализация в Държавната академия за графични изкуства и украса на книгата в Лайпциг. От 1924 г. преподава графика и декорация в НХА, където е професор от 1929 до 1945 г. и ректор между 1934 и 1943 г. Негови ученици са Георги Герасимов, Здравко Александров, Веселин Стайков, Преслав Кършовски, Васил Стоилов, Никола Златев и други. От 1959 г. работи в Института за изобразителни изкуства при БАН (днес Институт по изкуствознание).
През 1928 г. инициира обявяването в Държавен вестник на списък на архитектурни и художествени паметници от национално значение, които да станат обект на закрила от Закона за опазване на народните старини. Захариев е и сред хората, допринесли най-много за музейното дело в родния му град Самоков.

## Творчество
Васил Захариев работи основно в областта на приложната графика – илюстрации на книги, пощенски марки, банкноти, екслибриси (първия си екслибрис рисува още през 1915 г.). Захариев е първият български художник, чиито творби са изложени на международна изложба на библиотечния знак (1929 г., Загреб). Автор е на литографии и черно-бели и цветни гравюри на дърво и линолеум. Негови произведения са притежание на български и чуждестранни галерии (напр. Галерията на модерното изкуство във Венеция).
Освен като художник, Захариев се изявява и като автор на публикации:
- 1929 – „Българското изкуство в следосвободителната епоха“,
- 1939 – „Орнаменталната украса на Радомировския псалтир в библиотеката на Зографския манастир“,
- 1941 – „Ктиторски образи на българи в Светогорските манастири“,
- 1960 – „Стара българска живопис“ (съавтор Кирил Кръстев),
- 1968 – „Стенописите на Захарий Зограф в Троянския манастир“,
- 1971 – „Станислав Доспевски. Възрожденски живописец 1823 – 1877“,

и други.